# 1156

## Události
- Fridrich I. Barbarossa uděluje Babenberkům Privilegium minus, kterým povyšuje bavorskou Východní marku na říšské vévodství a vévodský pár získává dědičné právo k Rakousům v mužské i ženské linii
- zemětřesení v Sýrii

## Narození
- 27. října – Raimond VI. z Toulouse, syn toulouského hraběte Raimonda V. († 2. srpna 1222)
- ? – Magnus V., norský král († 1184)
- ? – Bona z Pisy, katolická světice († 29. května 1207)
- ? – Izák II. Angelos, byzantský císař († ? 1204)
- ? – Matylda Anglická, anglická princezna († 28. června 1189)

## Úmrtí
Česko
- ? – Vratislav Brněnský, kníže brněnského údělu (* před 1113)

Svět
- 14. června – Čchin-cung, čínský císař z dynastie Sung (* 23. května 1100)
- 12. srpna – Blanka Navarrská, manželka budoucího kastilského krále Sancha III. (* 1137)
- 25. prosince – Sverker I., švédský král (* ?)
- ? – Richenza Polská, švédská královna, kněžna z Minsku (* 12. dubna 1116)

## Hlavy států
- České knížectví – Vladislav II.
- Svatá říše římská – Fridrich I. Barbarossa
- Papež – Hadrián IV.
- Anglické království – Jindřich II. Plantagenet
- Francouzské království – Ludvík VII.
- Polské knížectví – Boleslav IV. Kadeřavý
- Uherské království – Gejza II.
- Kastilské království – Alfonso VII. Císař
- Rakouské vévodství – Jindřich II. Jasomirgott
- Byzantská říše – Manuel I. Komnenos